# Betty Stöve
Betty Stöve (Rotterdam, 1945. június 24. –) holland teniszezőnő. Pályafutása során tíz Grand Slam-tornán diadalmaskodott, ebből hatot páros, négyet vegyespáros versenyben szerzett.

## Grand Slam-győzelmek

### Páros
- Roland Garros: 1972, 1979
- Wimbledon: 1972
- US Open: 1972, 1977, 1979

### Vegyes
- Wimbledon: 1978, 1981
- US Open: 1977, 1978

## Külső hivatkozások
- Betty Stöve profilja a WTA oldalán (angolul)
- Betty Stöve profilja az ITF oldalán (angolul)
- Betty Stöve profilja a Billie Jean King-kupa oldalán (angolul)